# Carleton-sur-Mer
Carleton-sur-Mer é uma cidade localizada na província de Quebec no Canadá.